# Fever
Fever, un cover după melodia cu același nume interpretată de Eddie Cooley și Otis Blackwell, a fost al patrulea single al Madonnei de pe albumul Erotica.